# Marel Baldvinsson
Marel Jóhann Baldvinson (Kópavogur, 18 de diciembre de 1980) es un futbolista islandés. Juega de delantero y su equipo actual es el Stjarnan de la Liga islandesa de fútbol. 

## Trayectoria
Empezó en el Breiðablik, pero se mudó a Noruega a principios de su carrera. En octubre de 1997 Baldvinsson hizo una prueba con el Manchester United, pero finalmente firmó por el Stabæk IF. En enero de 2003 fichó por el Lokeren belga.
En 2006 tuvo que interrumpir su carrera como futbolista profesional debido a una lesión. Se reincorporó al Breiðablik en su país natal. Después de varias intervenciones impresivas, participó con la Selección islandesa en un partido contra España. Unos días más tarde volvió al fútbol profesional al fichar por el Molde FK noruego.
El 30 de diciembre de 2007 firmó por 3 años con el Breiðablik, en el que ya había estado anteriormente. Anotó 6 goles en 19 partidos, y tras unas disputas con el club, dejó el equipo el 22 de abril de 2009 para irse al Valur. El 24 de marzo de 2010 anunció que se unía al Stjarnan.

## Selección nacional
Baldvinsson hizo su debut con la selección de fútbol de Islandia en agosto de 2001 en un amistoso frente a Polonia. Ha jugado 14 partidos internacionales, así como 16 en la categoría juvenil.

## Clubes
| Club       | País     | Periodo   | Liga PJ (G) |
| ---------- | -------- | --------- | ----------- |
| Breiðablik | Islandia | 1997-2000 | 32 (7)      |
| Stabæk     | Noruega  | 2000-2002 | 48 (10)     |
| Lokeren    | Bélgica  | 2002-2006 | 56 (6)      |
| Breiðablik | Islandia | 2006      | 13 (11)     |
| Molde      | Noruega  | 2006-2007 | 23 (7)      |
| Breiðablik | Islandia | 2008-2009 | 19 (6)      |
| Valur      | Islandia | 2009      | 19 (3)      |
| Stjarnan   | Islandia | 2010-     | 0 (0)       |

- Datos: Q2470404